# Berre-les-Alpes
Berre-les-Alpes je francouzská obec, která se nachází v departementu Alpes-Maritimes v regionu Provence-Alpes-Côte d'Azur. V roce 2008 zde žilo 1264 obyvatel.
Původní název obce zněl Berre-des-Alpes. K přejmenování došlo na základě dekretu z 22. prosince 1997.